# Seicheles nos Jogos Olímpicos de Verão da Juventude de 2010
As Seicheles participaram dos Jogos Olímpicos de Verão da Juventude de 2010 em Cingapura. Sua delegação foi composta por quatro atletas. Cada um competiu em um esporte.

## Atletismo
| Evento         | Atleta                 | Qualificação | Qualificação | Final     | Final        |
| Evento         | Atleta                 | Resultado    | Posição      | Resultado | Posição      |
| -------------- | ---------------------- | ------------ | ------------ | --------- | ------------ |
| 200 m feminino | Marie-Michell Athanase | 27.10        | 14º (4º q2)  | 26.44     | 6º (Final B) |

## Badminton
| Atleta          | Evento            | Fase de grupos | Fase de grupos                       | Fase de grupos                                   | Fase de grupos                     | Fase de grupos | Quartas-de-final | Semifinais  | Final       | Pos. final  |
| Atleta          | Evento            | Grupo          | 1ª rodada                            | 2ª rodada                                        | 3ª rodada                          | Pos.           | Quartas-de-final | Semifinais  | Final       | Pos. final  |
| --------------- | ----------------- | -------------- | ------------------------------------ | ------------------------------------------------ | ---------------------------------- | -------------- | ---------------- | ----------- | ----------- | ----------- |
| Kervin Ghislain | Simples masculino | G              | MAS Loh Wei Sheng D 0-2 (8-21, 5-21) | VIE Nguyen Huynh Thong Thao D 0-2 (13-21, 11-21) | TUR Emre Lale D 0-2 (12-21, 16-21) | 4º             | Não avançou      | Não avançou | Não avançou | Não avançou |

## Boxe
| Atleta       | Evento            | Preliminares                    | Disputa pelo 5º lugar      | Pos. final |
| ------------ | ----------------- | ------------------------------- | -------------------------- | ---------- |
| Stan Nicette | Peso galo (54 kg) | CUB Robeisy Eloi Ramirez D 3-17 | ROU Alexandru Marin D 2-10 | 6º         |

## Natação
| Evento               | Atleta         | Qualificação | Qualificação | Semifinais | Semifinais | Final       | Final       |
| Evento               | Atleta         | Resultado    | Posição      | Resultado  | Posição    | Resultado   | Posição     |
| -------------------- | -------------- | ------------ | ------------ | ---------- | ---------- | ----------- | ----------- |
| 200 m livre feminino | Shannon Austin | 2:10.54      | 33º (2º q2)  |            |            | Não avançou | Não avançou |
| 400 m livre feminino | Shannon Austin | 4:34.81      | 23º (7º q3)  |            |            | Não avançou | Não avançou |